# Hybo
Hybo is een plaats in de gemeente Ljusdal in het landschap Hälsingland en de provincie Gävleborgs län in Zweden. De plaats heeft 262 inwoners (2005) en een oppervlakte van 73 hectare.

## Verkeer en vervoer
Bij de plaats loopt de Riksväg 84.